# Placostegus californicus
Placostegus californicus är en ringmaskart som beskrevs av Hartman 1969. Placostegus californicus ingår i släktet Placostegus och familjen Serpulidae. Inga underarter finns listade i Catalogue of Life.